# Noords Kampioenschap 1929/32
Het Noords Kampioenschap 1929/32 was de 2e editie van dit voetbaltoernooi. Het toernooi werd gespeeld tussen 14 juni 1929 en 25 september 1932. Er waren vier deelnemers. Noorwegen werd kampioen.

## Eindstand
| Team       | Gsp | W | G | V | DV | DT | DS  | Ptn |
| ---------- | --- | - | - | - | -- | -- | --- | --- |
| Noorwegen  | 12  | 8 | 1 | 3 | 35 | 23 | +12 | 17  |
| Zweden     | 12  | 6 | 1 | 5 | 35 | 31 | +4  | 13  |
| Denemarken | 12  | 6 | 0 | 6 | 37 | 24 | +13 | 12  |
| Finland    | 12  | 2 | 2 | 8 | 23 | 52 | –29 | 6   |

## Wedstrijden

### 1929
|                                                   |                                                 |       |                   |                                                                                            |
| 14 juni 1929 «onderlinge duels» 19:15 uur (UTC+1) | Zweden                                          | 3 – 1 | Finland           | Olympisch Stadion, Stockholm Toeschouwers: 16.982 Scheidsrechter: Fredrik Schieldrop (NOR) |
| 14 juni 1929 «onderlinge duels» 19:15 uur (UTC+1) | Harry Lundahl 38' (pen.) Karl Erik Holmberg 76' |       | 75' Aulis Koponen | Olympisch Stadion, Stockholm Toeschouwers: 16.982 Scheidsrechter: Fredrik Schieldrop (NOR) |

|                                                   |                                                 |       |                                  |                                                                                     |
| 16 juni 1929 «onderlinge duels» 13:00 uur (UTC+1) | Zweden                                          | 3 – 2 | Denemarken                       | Slottsskogsvallen, Göteborg Toeschouwers: 20.553 Scheidsrechter: Peco Bauwens (GER) |
| 16 juni 1929 «onderlinge duels» 13:00 uur (UTC+1) | John Nilsson 9' Per Kaufeldt 31' Knut Kroon 49' |       | 63' Einar Larsen 65' Kaj Uldaler | Slottsskogsvallen, Göteborg Toeschouwers: 20.553 Scheidsrechter: Peco Bauwens (GER) |

|                                                   |                                              |       |         |                                                                              |
| 18 juni 1929 «onderlinge duels» 19:30 uur (UTC+1) | Noorwegen                                    | 4 – 0 | Finland | Ullevaalstadion, Oslo Toeschouwers: 12.000 Scheidsrechter: Carl Olsson (SWE) |
| 18 juni 1929 «onderlinge duels» 19:30 uur (UTC+1) | Jørgen Juve 8', 15', 73' Erling Andersen 30' |       |         | Ullevaalstadion, Oslo Toeschouwers: 12.000 Scheidsrechter: Carl Olsson (SWE) |

|                                                   |                                                    |       |                                                                          |                                                                       |
| 23 juni 1929 «onderlinge duels» 13:30 uur (UTC+1) | Denemarken                                         | 2 – 5 | Noorwegen                                                                | Københavns Idrætspark, Kopenhagen Scheidsrechter: Alfred Birlem (GER) |
| 23 juni 1929 «onderlinge duels» 13:30 uur (UTC+1) | Pauli Jørgensen 32' Knud Christophersen 82' (pen.) |       | 41', 60' Jørgen Juve 69' Sverre Berg-Johannesen 72', 77' Erling Andersen | Københavns Idrætspark, Kopenhagen Scheidsrechter: Alfred Birlem (GER) |

|                                                        |                                    |       |                |                                                                                   |
| 29 september 1929 «onderlinge duels» 13:00 uur (UTC+1) | Noorwegen                          | 2 – 1 | Zweden         | Ullevaalstadion, Oslo Toeschouwers: 24.200 Scheidsrechter: Lauritz Andersen (DEN) |
| 29 september 1929 «onderlinge duels» 13:00 uur (UTC+1) | Jørgen Juve 21' Olav Gundersen 66' |       | 33' Knut Kroon | Ullevaalstadion, Oslo Toeschouwers: 24.200 Scheidsrechter: Lauritz Andersen (DEN) |

|                                                      | |       |         |                                                                                           |
| 13 oktober 1929 «onderlinge duels» 13:30 uur (UTC+1) | Denemarken                                                                                                   | 8 – 0 | Finland | Københavns Idrætspark, Kopenhagen Toeschouwers: 20.000 Scheidsrechter: Moritz Fuchs (GER) |
| 13 oktober 1929 «onderlinge duels» 13:30 uur (UTC+1) | Pauli Jørgensen 11', 41', 73' Henry Hansen 30', 34' Kaj Uldaler 61' Svend Aage Eriksen 70' Michael Rohde 87' |       |         | Københavns Idrætspark, Kopenhagen Toeschouwers: 20.000 Scheidsrechter: Moritz Fuchs (GER) |

### 1930
|                                                  |                                                                          |       |                                   |                                                                             |
| 1 juni 1930 «onderlinge duels» 13:00 uur (UTC+1) | Noorwegen                                                                | 6 – 2 | Finland                           | Ullevaalstadion, Oslo Toeschouwers: 13.000 Scheidsrechter: Otto Remke (DEN) |
| 1 juni 1930 «onderlinge duels» 13:00 uur (UTC+1) | Harald Pettersen 12' Jørgen Juve 27', 42', 66' Morten Pettersen 30', 88' |       | 66' Sulo Saario 82' Gunnar Åström | Ullevaalstadion, Oslo Toeschouwers: 13.000 Scheidsrechter: Otto Remke (DEN) |

|                                                   |                     |       |                                                                                                  |                                                                                    |
| 16 juni 1930 «onderlinge duels» 19:00 uur (UTC+2) | Finland             | 1 – 6 | Denemarken                                                                                       | Töölön Pallokenttä, Helsinki Toeschouwers: 6.500 Scheidsrechter: Carl Olsson (SWE) |
| 16 juni 1930 «onderlinge duels» 19:00 uur (UTC+2) | William Kanerva 88' |       | 1' Henry Hansen 13' Eyolf Kleven 17', 50' Kaj Uldaler 60' Svend Aage Eriksen 63' Pauli Jørgensen | Töölön Pallokenttä, Helsinki Toeschouwers: 6.500 Scheidsrechter: Carl Olsson (SWE) |

|                                                   | |       |                  |                                                                                               |
| 22 juni 1930 «onderlinge duels» 13:30 uur (UTC+1) | Denemarken                                                                                           | 6 – 1 | Zweden           | Københavns Idrætspark, Kopenhagen Toeschouwers: 28.000 Scheidsrechter: Karl Weingärtner (GER) |
| 22 juni 1930 «onderlinge duels» 13:30 uur (UTC+1) | Pauli Jørgensen 17', 65', 88' Svend Aage Eriksen 45' Eyolf Kleven 79' Knud Christophersen 90' (pen.) |       | 66' John Nilsson | Københavns Idrætspark, Kopenhagen Toeschouwers: 28.000 Scheidsrechter: Karl Weingärtner (GER) |

|                                                  |                                                               |       |                           |                                                                                     |
| 6 juli 1930 «onderlinge duels» 14:00 uur (UTC+1) | Zweden                                                        | 6 – 3 | Noorwegen                 | Olympisch Stadion, Stockholm Toeschouwers: 18.000 Scheidsrechter: Jan De Wolf (NED) |
| 6 juli 1930 «onderlinge duels» 14:00 uur (UTC+1) | Harry Lundahl 5', 13', 48' Albin Dahl 44' 29', 56' Knut Kroon |       | 16', 42', 47' Jørgen Juve | Olympisch Stadion, Stockholm Toeschouwers: 18.000 Scheidsrechter: Jan De Wolf (NED) |

|                                                        |                   |       |            |                                                                                     |
| 21 september 1930 «onderlinge duels» 13:00 uur (UTC+1) | Noorwegen         | 1 – 0 | Denemarken | Ullevaalstadion, Oslo Toeschouwers: 27.000 Scheidsrechter: Harvid Abrahamsson (SWE) |
| 21 september 1930 «onderlinge duels» 13:00 uur (UTC+1) | Kåre Kongsvik 82' |       |            | Ullevaalstadion, Oslo Toeschouwers: 27.000 Scheidsrechter: Harvid Abrahamsson (SWE) |

|                                                        |                                               |       |                                                 |                                                                                   |
| 28 september 1930 «onderlinge duels» 13:00 uur (UTC+2) | Finland                                       | 4 – 4 | Zweden                                          | Töölön Pallokenttä, Helsinki Toeschouwers: 7.152 Scheidsrechter: Otto Remke (DEN) |
| 28 september 1930 «onderlinge duels» 13:00 uur (UTC+2) | Lauri Lehtinen 9', 40', 41' Aulis Koponen 15' |       | 26', 53', 64' Bertil Karlsson 60' Åke Andersson | Töölön Pallokenttä, Helsinki Toeschouwers: 7.152 Scheidsrechter: Otto Remke (DEN) |

### 1931
|                                                  |                          |       |                                                |                                                                                           |
| 25 mei 1931 «onderlinge duels» 13:30 uur (UTC+1) | Denemarken               | 3 – 1 | Noorwegen                                      | Københavns Idrætspark, Kopenhagen Toeschouwers: 25.000 Scheidsrechter: Willy Guyenz (GER) |
| 25 mei 1931 «onderlinge duels» 13:30 uur (UTC+1) | Pauli Jørgensen 69', 73' |       | 43' Jørgen Juve 84' (pen.) Knud Christophersen | Københavns Idrætspark, Kopenhagen Toeschouwers: 25.000 Scheidsrechter: Willy Guyenz (GER) |

|                                                   |                                               |       |                     |                                                                                       |
| 28 juni 1931 «onderlinge duels» 14:00 uur (UTC+1) | Zweden                                        | 3 – 1 | Denemarken          | Olympisch Stadion, Stockholm Toeschouwers: 20.000 Scheidsrechter: Alfred Birlem (GER) |
| 28 juni 1931 «onderlinge duels» 14:00 uur (UTC+1) | Rolf Gardtman 47' Sven Rydell 76', 88' (pen.) |       | 19' Pauli Jørgensen | Olympisch Stadion, Stockholm Toeschouwers: 20.000 Scheidsrechter: Alfred Birlem (GER) |

|                                                  |                                                                                  |       |                                       |                                                                                    |
| 3 juli 1931 «onderlinge duels» 19:00 uur (UTC+1) | Zweden                                                                           | 8 – 2 | Finland                               | Olympisch Stadion, Stockholm Toeschouwers: 20.000 Scheidsrechter: Otto Remke (DEN) |
| 3 juli 1931 «onderlinge duels» 19:00 uur (UTC+1) | Rolf Gardtman 12' Sune Zetterberg 18', 25', 30', 55' Evert Hansson 35', 65', 73' |       | 76' Nuutti Lintamo 86' Ernst Grönlund | Olympisch Stadion, Stockholm Toeschouwers: 20.000 Scheidsrechter: Otto Remke (DEN) |

|                                                       |                                                           |       |                                                                             |                                                                                   |
| 6 september 1931 «onderlinge duels» 15:15 uur (UTC+2) | Finland                                                   | 4 – 4 | Noorwegen                                                                   | Töölön Pallokenttä, Helsinki Toeschouwers: 700 Scheidsrechter: Knut Lensing (SWE) |
| 6 september 1931 «onderlinge duels» 15:15 uur (UTC+2) | William Kanerva 3' Holger Salin 5' Gunnar Åström 49', 75' |       | 9' Arne Børresen 24' Finn Johannesen 32' Morten Pettersen 56' Leif Børresen | Töölön Pallokenttä, Helsinki Toeschouwers: 700 Scheidsrechter: Knut Lensing (SWE) |

|                                                        |                                   |       |                   |                                                                                   |
| 27 september 1931 «onderlinge duels» 13:15 uur (UTC+1) | Noorwegen                         | 2 – 1 | Zweden            | Ullevaalstadion, Oslo Toeschouwers: 28.208 Scheidsrechter: Karl Weingärtner (GER) |
| 27 september 1931 «onderlinge duels» 13:15 uur (UTC+1) | Einar Andersen 9' Jørgen Juve 38' |       | 71' Evert Hansson | Ullevaalstadion, Oslo Toeschouwers: 28.208 Scheidsrechter: Karl Weingärtner (GER) |

|                                                      |                                          |       |                                           |                                                                                          |
| 11 oktober 1931 «onderlinge duels» 13:30 uur (UTC+1) | Denemarken                               | 2 – 3 | Finland                                   | Københavns Idrætspark, Kopenhagen Toeschouwers: 22.000 Scheidsrechter: Ivan Eklind (SWE) |
| 11 oktober 1931 «onderlinge duels» 13:30 uur (UTC+1) | Kaj Uldaler 20' Jarl Malmgren 23' (e.d.) |       | 40', 77' Olof Strömsten 86' Gunnar Åström | Københavns Idrætspark, Kopenhagen Toeschouwers: 22.000 Scheidsrechter: Ivan Eklind (SWE) |

### 1932
|                                                   |                   |       |                                                          |                                                                                            |
| 10 juni 1932 «onderlinge duels» 15:30 uur (UTC+2) | Finland           | 1 – 3 | Zweden                                                   | Töölön Pallokenttä, Helsinki Toeschouwers: 8.000 Scheidsrechter: Thoralf Kristiansen (NOR) |
| 10 juni 1932 «onderlinge duels» 15:30 uur (UTC+2) | Ernst Grönlund 3' |       | 2' John Nilsson 51' Rolf Gardtman 64' Karl Erik Holmberg | Töölön Pallokenttä, Helsinki Toeschouwers: 8.000 Scheidsrechter: Thoralf Kristiansen (NOR) |

|                                                   |                          |       |                    |                                                                              |
| 17 juni 1932 «onderlinge duels» 19:30 uur (UTC+1) | Noorwegen                | 2 – 1 | Finland            | Ullevaalstadion, Oslo Toeschouwers: 18.000 Scheidsrechter: Carl Olsson (SWE) |
| 17 juni 1932 «onderlinge duels» 19:30 uur (UTC+1) | Finn Johannesen 20', 51' |       | 35' Ernst Grönlund | Ullevaalstadion, Oslo Toeschouwers: 18.000 Scheidsrechter: Carl Olsson (SWE) |

|                                                   |                                                        |       |                |                                                                                           |
| 19 juni 1932 «onderlinge duels» 13:00 uur (UTC+1) | Denemarken                                             | 3 – 1 | Zweden         | Københavns Idrætspark, Kopenhagen Toeschouwers: 28.000 Scheidsrechter: Moritz Fuchs (GER) |
| 19 juni 1932 «onderlinge duels» 13:00 uur (UTC+1) | Henry Hansen 4' Svend Petersen 23' Pauli Jørgensen 80' |       | 13' Knut Kroon | Københavns Idrætspark, Kopenhagen Toeschouwers: 28.000 Scheidsrechter: Moritz Fuchs (GER) |

|                                                   |                                                        |       |                |                                                                                           |
| 19 juni 1932 «onderlinge duels» 13:00 uur (UTC+1) | Denemarken                                             | 3 – 1 | Zweden         | Københavns Idrætspark, Kopenhagen Toeschouwers: 28.000 Scheidsrechter: Moritz Fuchs (GER) |
| 19 juni 1932 «onderlinge duels» 13:00 uur (UTC+1) | Henry Hansen 4' Svend Petersen 23' Pauli Jørgensen 80' |       | 13' Knut Kroon | Københavns Idrætspark, Kopenhagen Toeschouwers: 28.000 Scheidsrechter: Moritz Fuchs (GER) |

|                                                  |                               |       |                                       |                                                                                     |
| 1 juli 1932 «onderlinge duels» 19:15 uur (UTC+1) | Zweden                        | 1 – 4 | Noorwegen                             | Gamla Ullevi, Göteborg Toeschouwers: 22.108 Scheidsrechter: Raphaël Van Praag (BEL) |
| 1 juli 1932 «onderlinge duels» 19:15 uur (UTC+1) | Karl Erik Holmberg 39' (pen.) |       | 8', 53', 76' Jørgen Juve 69' Sten Moe | Gamla Ullevi, Göteborg Toeschouwers: 22.108 Scheidsrechter: Raphaël Van Praag (BEL) |

|                                                       |                                                |       |                          |                                                                                      |
| 30 augustus 1932 «onderlinge duels» 18:00 uur (UTC+2) | Finland                                        | 4 – 2 | Denemarken               | Töölön Pallokenttä, Helsinki Toeschouwers: 7.500 Scheidsrechter: Elias Englund (SWE) |
| 30 augustus 1932 «onderlinge duels» 18:00 uur (UTC+2) | Jarl Malmgren 26', 55' Nuutti Lintamo 35', 70' |       | 19', 63' Pauli Jørgensen | Töölön Pallokenttä, Helsinki Toeschouwers: 7.500 Scheidsrechter: Elias Englund (SWE) |

|                                                        |                 |       |                                      |                                                                           |
| 25 september 1932 «onderlinge duels» 13:15 uur (UTC+1) | Noorwegen       | 1 – 2 | Denemarken                           | Ullevaalstadion, Oslo Toeschouwers: 32.400 Scheidsrechter: Reg Rudd (ENG) |
| 25 september 1932 «onderlinge duels» 13:15 uur (UTC+1) | Jørgen Juve 69' |       | 35' Pauli Jørgensen 61' Henry Hansen | Ullevaalstadion, Oslo Toeschouwers: 32.400 Scheidsrechter: Reg Rudd (ENG) |